# 18787 Kathermann
18787 Kathermann este un asteroid din centura principală de asteroizi.

## Descriere
18787 Kathermann este un asteroid din centura principală de asteroizi. A fost descoperit pe 10 mai 1999 la Socorro, New Mexico, în cadrul proiectului LINEAR. Asteroidul prezintă o orbită caracterizată de o semiaxă mare de 2,42 ua, o excentricitate de 0,20 și o înclinație de 9,7° în raport cu ecliptica.